# Xenokles-Maler
Der Xenokles-Maler ist ein attischer Vasenmaler zur Mitte des 6. Jahrhunderts v. Chr.
Xenokles-Maler ist der Notname eines griechischen Vasenmalers. Benannt wurde er nach dem Töpfer Xenokles, dessen Vasen er bemalte, möglicherweise ist er mit dem Töpfer identisch. Als Künstler ist er weniger gut als andere vergleichbare Maler wie Tleson. Kennzeichnend für ihn ist, dass seine Randschalen, die er fast in der Art von Sianaschalen bemalte, mit Figuren vollgestopft waren.